# فرانک پتینگل
فرانک پتینگل (انگلیسی: Frank Pettingell؛ ۱ ژانویه ۱۸۹۱ – ۱۷ فوریه ۱۹۶۶) کارگردان فیلم و تئاتر اهل انگلستان بود.
از فیلم‌ها یا مجموعه‌های تلویزیونی که وی در آن‌ها نقش داشته است، می‌توان به مخمصه اشاره نمود.